# Józef Korpanty
Józef Władysław Korpanty (ur. 15 lutego 1941 w Krakowie, zm. 11 września 2021) – polski filolog klasyczny, znawca literatury i kultury antycznej.

## Życiorys
W 1963 ukończył filologię klasyczną na  Uniwersytecie Jagiellońskim. Wykładowca na Wydziale Filologicznym Uniwersytetu Jagiellońskiego i Uniwersytetu Śląskiego w Katowicach, wieloletni dyrektor Instytutu Filologii Klasycznej Uniwersytetu Jagiellońskiego. Był autorem dwutomowego Słownika łacińsko-polskiego (Wydawnictwo Naukowe PWN 2001). Badania prowadzone przez profesora koncentrowały się wokół literatury rzymskiej okresu klasycznego. Był autorem licznych prac naukowych, artykułów oraz przekładów. Był członkiem Polskiej Akademii Umiejętności.

## Publikacje
- Lukrecjusz. Rzymski apostoł epikureizmu
- Obraz człowieka i filozofii życia w literaturze rzymskiej epoki augustowskiej
- Rozwój politycznej roli jednostki w republice rzymskiej i jej odbicie w literaturze
- Rzeczpospolita potomków Romulusa
- Studia nad łacińską terminologią polityczno-socjalną okresu republiki rzymskiej
- Marcus Tullius Cicero, Laelius sive de amicitia – przekład